# Christian Sigismund von Wurmbrand-Stuppach
Christian Siegmund von Wurmbrand-Stuppach (* 9. Oktober 1673; † 21. Juli 1737 in Barakin) war k.k. General der Kavallerie.
Er entstammt der österreichischen Linie der Familie Wurmbrand. Seine Eltern waren Graf Johann Eustach von Wurmbrand-Stuppach und dessen Ehefrau Freiin Maria Isabella von Speidel. Der Genealoge Johann Wilhelm von Wurmbrand-Stuppach und der General Casimir Heinrich von Wurmbrand-Stuppach waren seine Brüder.
Die Familie Wurmbrand-Stuppach war protestantisch. So ging er an den protestantischen Hof Friedrich Augusts von Sachsen (Augusts des Starken), des späteren Königs von Polen, wo er Kämmerer wurde. Als der Große nordische Krieg ausbrach, zeigte sich die Schwäche Polens. Mit dem Ausbruch des Spanischen Erbfolgekrieges wechselte Wurmbrand-Stuppach 1704 in österreichische Dienste. Er wurde zum Generaladjutanten ernannt und kämpfte am Rhein gegen die Franzosen. Im Jahr 1707 geriet er bei Ettlingen in Gefangenschaft.
Nach dem Ende des Krieges kam es zu einem Feldzug gegen die Türken. 1715 besetzten die Türken den Peloponnes und vertrieben die Venezianer. Diesen wandten sich an die Österreicher. Prinz Eugen zog mit der Armee gegen Ungarn und siegte am 5. August 1716 bei Peterwardein, am 16. Oktober fiel die Festung Temesvar. Der damalige Oberst Graf Wurmbrand wurde vom Prinzen mit der Siegesmeldung an den Hof zum Kaiser nach Wien geschickt.
1722 wechselte die Familie Wurmbrand-Stuppach zum Katholizismus, aber der Oberst selbst blieb Protestant; im Jahr 1723 wurde er zum Generalmajor, im Oktober 1733 zum Feldmarschall-Lieutenant befördert worden. Während des Feldzuges von 1734 besetzte er die Grevenburg bei Trarbach, anschließend wurde es vom französischen General Belle-Isle belagert und eroberte. Er wurde im Jahr 1735 zum General der Kavallerie befördert und kämpfte als solcher im Feldzug des Jahres.
1736 erhielt er das Kürassier-Regiment Graf von Chauviray (1775 aufgelöst). 1737 befand er sich im kaiserlichen Feldlager in Barakin, um einen Feldzug gegen die Türken vorzubereiten. Er erkrankte und starb dort am 21. Juli 1737.
Er heiratete am 28. August 1715 die Gräfin Anna Sibylla zu Wied-Runkel († 13. Oktober 1722). Die Ehe blieb kinderlos.